# A Yankee Princess
A Yankee Princess er en amerikansk stumfilm fra 1919 af David Smith.

## Medvirkende
- Bessie Love som Patsy O'Reilly
- Robert Gordon som Larry Burke
- George Pearce som Michael O'Reilly
- Aggie Herring
- J. Carlton Wetherby som Lord Windbourne